# Зіманас Генріх Ошерович
Генріх (Генрікас) Ошерович Зіман (Зіманас) (лит. Genrikas Zimanas; псевдонім  — Юргіс; 30 квітня (12 травня) 1910, Курдімакщяй (лит. Kurdimakščiai) Сейненського повіту, зараз Лаздіяйський район Алітуського повіту Литви  — 15 червня 1985, Вільнюс) — литовський комуністичний діяч, головний редактор друкованих органів компартії Литви, учасник партизанського руху в роки Другої світової війни.

## Біографія
Народився в єврейській родині землевласників. У 1932 році закінчив біологічний факультет каунаського  Університету Вітовта Великого, після чого працював в єврейських навчальних закладах на території Литви. Писав статті в єврейській пресі. Співпрацював у журналі «Школа та суспільство».
У 1934 році вступив у діючу нелегально  Комуністичну партію Литви. З 1935 року працював у нелегальній газеті «Революційний шлях». У 1937—1940 рр. — виконавчий секретар литовсько-єврейського щоденника «Folksblat». У 1939 р. був створений легальний журнал «Štraln», який Зіманас редагував до 1940 р.
З 1940 року після приєднання Литви до Радянського Союзу Зіманас працював головним редактором газети «Tiesa» (радянська центральна газета «Правда» литовською мовою).
Під час Другої світової війни Генріх Зіман (Зіманас) «Юргіс» брав активну участь у партизанському русі в Рудницьких лісах біля Вільнюса, очолюючи партизанську Литовську бригаду. Керівництво бригади підтримувало зв'язок з підпіллям у Вільнюському гетто, звідки в бригаду вливалися нові бойові загони.
У січні 1944 р радянське керівництво вирішило створити на території Литви два підпільних обласних комітети. Генріх Зіманас був призначений Першим секретарем Південного обласного партійного комітету, що охоплював Вільнюс, Каунас, а також повіти, які примикали до цих міст і були розташовані південніше. З ім'ям Зіманаса, як керівника партизанською діяльністю в цьому районі, пов'язані трагедії в селах Канюкай і Бакалорішкес. 29 січня 1944 року група радянських партизанів з бригади Зіманаса здійснила масове вбивство польського населення села Канюкай в Ейшишкському повіті. 12 квітня 1944 р. радянські партизани напали на село Бакалорішкес у Тракайському повіті, спалюючи будинки і вбиваючи селян.
Із закінченням війни Генріх Зіманас повернувся до журналістсько-редакторської роботи — до 1970 року очолював газету «Tiesa», а у 1971—1984 рр. — журнал «Komunistas». У своїх публікаціях висвітлював проблеми ідеології, культури та єврейської ідентичності. Був гарячим противником сіонізму. З 24.3.1983 по 15.7.1985 — член  Антисіоністського комітету радянської громадськості.
У 1945—1968 рр. — робота у Вільнюському університеті, з 1968 року — викладач Вільнюського педагогічного інституту. З 1970 р. — доктор філософських наук, у 1971 р. отримав звання професора.
З 19.2.1949 по 12.2.1958 — кандидат у члени Бюро ЦК КП (б) Литви (КП Литви), з 15.2.1958 по 7.12.1962 — член Бюро ЦК КП Литви; IV пленумом ЦК КП Литви (6-7.12.1962) звільнений від обов'язків члена Президії ЦК КПЛ.
Депутат Верховної Ради СРСР IX скликання.

## Нагороди
- орден Леніна (1962);
- орден Трудового Червоного Прапора;
- польський орден Virtuti Militari[4];
- заслужений діяч культури Литовської РСР (1960);
- премія ім. Вінцаса Міцкявичюса-Капсукаса, що присуджувалася спілкою журналістів Литовської РСР (1965).